# Flatan
Flatan är ett skär i Åland (Finland). Det ligger i Skärgårdshavet och i kommunen Brändö i landskapet Åland, i den sydvästra delen av landet. Ön ligger omkring 74 kilometer nordöst om Mariehamn och omkring 220 kilometer väster om Helsingfors.
Öns area är 2,1 hektar och dess största längd är 190 meter i sydöst-nordvästlig riktning. Trakten är glest befolkad. Närmaste större samhälle är Brändö, 15,0 km söder om Flatan.